# دیمیترو پروناریو
دیمیترو پروناریو (به انگلیسی: Dumitru Prunariu) فضانورد اهل کشور رومانی است که در ۲۷ سپتامبر ۱۹۵۲ در براشوف زاده شد. وی در مأموریت سایوز ۴۰ حضور داشته است.